# Kenrick Monk
Kenrick Monk (Blacktown (New South Wales), 1 januari 1988) is een Australische zwemmer. Hij vertegenwoordigde zijn vaderland op de Olympische Zomerspelen 2008 in Peking en op de Olympische Zomerspelen 2012 in Londen.

## Carrière
Monk maakte zijn internationale debuut op de Gemenebestspelen 2006 in Melbourne met de zevende plaats op de 100 meter vrije slag, op de 200 meter vrije slag werd hij uitgeschakeld in de series. Op de 4x200 meter vrije slag veroverde hij samen met Nicholas Ffrost, Andrew Mewing en Joshua Krogh de bronzen medaille. Op de 4x100 meter wisselslag zwom hij alleen in de series, in de finale veroverden Matt Welsh, Brenton Rickard, Michael Klim en Eamon Sullivan. Daardoor mocht ook Monk de gouden medaille in ontvangst nemen. Op de Pan Pacific kampioenschappen zwemmen 2006 in Victoria eindigde de Australiër als zesde op de 200 meter vrije slag, op de 50 en de 100 meter vrije slag strandde hij in de series. Op de 4x100 meter vrije sleepte hij de bronzen medaille in de wacht, samen met Eamon Sullivan, Andrew Mewing en Leith Brodie. Samen met Leith Brodie, Andrew Mewing en Nicholas Ffrost legde hij beslag op de bronzen medaille op de 4x200 meter vrije slag.
Tijdens de wereldkampioenschappen zwemmen 2007 in eigen land, in Melbourne, eindigde Monk als vierde op de 200 meter vrije slag. Op de 4x200 meter vrije slag sleepte hij samen met Patrick Murphy, Andrew Mewing en Grant Brits de zilveren medaille in de wacht. Op de 4x100 meter vrije slag eindigde hij samen met Eamon Sullivan, Ashley Callus en Andrew Lauterstein op de vijfde plaats. Hij zwom op de 4x100 meter wisselslag alleen in de series, in de finale veroverden Matt Welsh, Brenton Rickard, Andrew Lauterstein en Eamon Sullivan de wereldtitel. Daardoor mocht Monk de gouden medaille in ontvangst nemen voor zijn inspanningen in de series. Tijdens de Australische kampioenschappen zwemmen kortebaan 2007 in Melbourne verbeterde hij samen met Kirk Palmer, Grant Hackett en Grant Brits het wereldrecord op de 4x200 meter vrije slag.
Op de Australische kampioenschappen zwemmen 2008 in Sydney eindigde Monk als tweede op de 200 meter vrije slag, daardoor plaatste hij zich voor de Olympische Zomerspelen van 2008 in Peking. Op de wereldkampioenschappen kortebaanzwemmen 2008 in Manchester veroverde de Australiër de wereldtitel op de 200 meter vrije slag, op de 100 meter vrije slag werd hij uitgeschakeld in de halve finales en op de 50 meter vrije slag in de series. Op de 4x200 meter vrije slag sleepte hij samen met Kirk Palmer, Grant Brits en Nicholas Sprenger de gouden medaille in de wacht. Op de 4x100 meter wisselslag eindigde hij samen met Ashley Delaney, Craig Calder en Adam Pine als vierde en op de 4x100 meter vrije slag was de vierde plaats, samen met Leith Brodie, Grant Brits en Kirk Palmer, zijn deel. Tijdens de Olympische Zomerspelen van 2008 strandde Monk in de series van de 200 meter vrije slag, deze prestatie kostte hem ook een plaats in de 4x200 meter vrije slag estafette.

### 2009-heden
In de Italiaanse hoofdstad Rome nam de Australiër deel aan de wereldkampioenschappen zwemmen 2009, op dit toernooi eindigde hij als vijfde op de 200 meter vrije slag. Op de 4x200 meter vrije slag legde hij samen met Robert Hurley, Tommaso D'Orsogna en Patrick Murphy beslag op de bronzen medaille.
Op de Pan Pacific kampioenschappen zwemmen 2010 in Irvine eindigde Monk als vijfde op de 200 meter vrije slag, op de 50, 100 en 400 meter vrije slag werd hij uitgeschakeld in de series. Samen met Thomas Fraser-Holmes, Nicholas Ffrost en Leith Brodie veroverde hij de bronzen medaille op de 4x200 meter vrije slag. Tijdens de Gemenebestspelen 2010 in Delhi sleepte de Australiër de zilveren medaille in de wacht op de 200 meter vrije slag, op de 4x200 meter vrije slag legde hij samen met Nicholas Ffrost, Thomas Fraser-Holmes en Ryan Napoleon beslag op de gouden medaille.
In Shanghai nam Monk deel aan de wereldkampioenschappen zwemmen 2011, op dit toernooi strandde hij in de halve finales van de 200 meter vrije slag. Samen met Thomas Fraser-Holmes, Jarrod Killey en Ryan Napoleon eindigde hij als vijfde op de 4x200 meter vrije slag.
Tijdens de Olympische Zomerspelen van 2012 in Londen werd Monk uitgeschakeld in de halve finales van de 200 meter vrije slag, op de 4x200 meter vrije slag eindigde hij samen met Thomas Fraser-Holmes, Ned McKendry en Ryan Napoleon op de vijfde plaats.

## Internationale toernooien
| Jaar | Olympische Spelen                        | WK langebaan                                                                                                  | WK kortebaan | PanPacs                                                                                                 | Gemenebestspelen                                                                                            |
| ---- | ---------------------------------------- | --- | --- | --- | --- |
| 2006 |                                          | | geen deelname | 40e 50m vrije slag · 26e 100m vrije slag · 6e 200m vrije slag · 4x100m vrije slag · 4x200m vrije slag   | 7e 100m vrije slag · 9e 200m vrije slag · 4x200m vrije slag · 4x100m wisselslag · Monk zwom enkel de series |
| 2007 |                                          | 4e 200m vrije slag · 5e 4x100m vrije slag · 4x200m vrije slag · 4x100m wisselslag · Monk zwom enkel de series | | | |
| 2008 | 22e 200m vrije slag                      | | 26e 50m vrije slag · 9e 100m vrije slag · 200m vrije slag · 5e 4x100m vrije slag · 4x200m vrije slag · 4e 4x100m wisselslag | | |
| 2009 |                                          | 5e 200m vrije slag · 4x200m vrije slag                                                                        | | | |
| 2010 |                                          | | geen deelname | 26e 50m vrije slag · 22e 100m vrije slag · 5e 200m vrije slag · 20e 400m vrije slag · 4x200m vrije slag | 200m vrije slag · 4x200m vrije slag                                                                         |
| 2011 |                                          | 11e 200m vrije slag 5e 4x200m vrije slag                                                                      | | | |
| 2012 | 13e 200m vrije slag 5e 4x200m vrije slag | | geen deelname | | |

## Persoonlijke records
Bijgewerkt tot en met 11 augustus 2009

### Kortebaan
| Afstand         | Tijd    | Datum            | Plaats    |
| --------------- | ------- | ---------------- | --------- |
| 100m vrije slag | 47,04   | 11 augustus 2009 | Hobart    |
| 200m vrije slag | 1.43,27 | 29 augustus 2007 | Melbourne |

### Langebaan
| Afstand         | Tijd    | Datum            | Plaats |
| --------------- | ------- | ---------------- | ------ |
| 100m vrije slag | 49,34   | 22 augustus 2007 | Chiba  |
| 200m vrije slag | 1.45,46 | 28 juli 2009     | Rome   |